# ذي عويد (مذيخرة)

تعديل مصدري - تعديل

ذي عويد هي إحدى قرى عزلة الأشعوب بمديرية مذيخرة التابعة لمحافظة إب، بلغ تعداد سكانها 47 نسمة حسب تعداد اليمن لعام 2004.